# Premascella
La premascella o premascellare, in zoologia (specialmente con riferimento allo scheletro dei vertebrati), è un osso pari, il più anteriore dell'arcata mascellare e interposto tra i mascellari, in cui sono inseriti i denti incisivi (se presenti). Nei mammiferi e nell'uomo i premascellari sono fusi con i mascellari; negli altri vertebrati, invece, sono solitamente ben distinti; negli uccelli sono fusi tra loro, formando la porzione principale della mascella superiore.